# Julie Reisinger
Julie Reisinger (* 9. Februar 1878 in München; † 26. September 1950 in Schondorf am Ammersee) war eine deutsche Reformpädagogin, Lehrerin und Landheimleiterin.

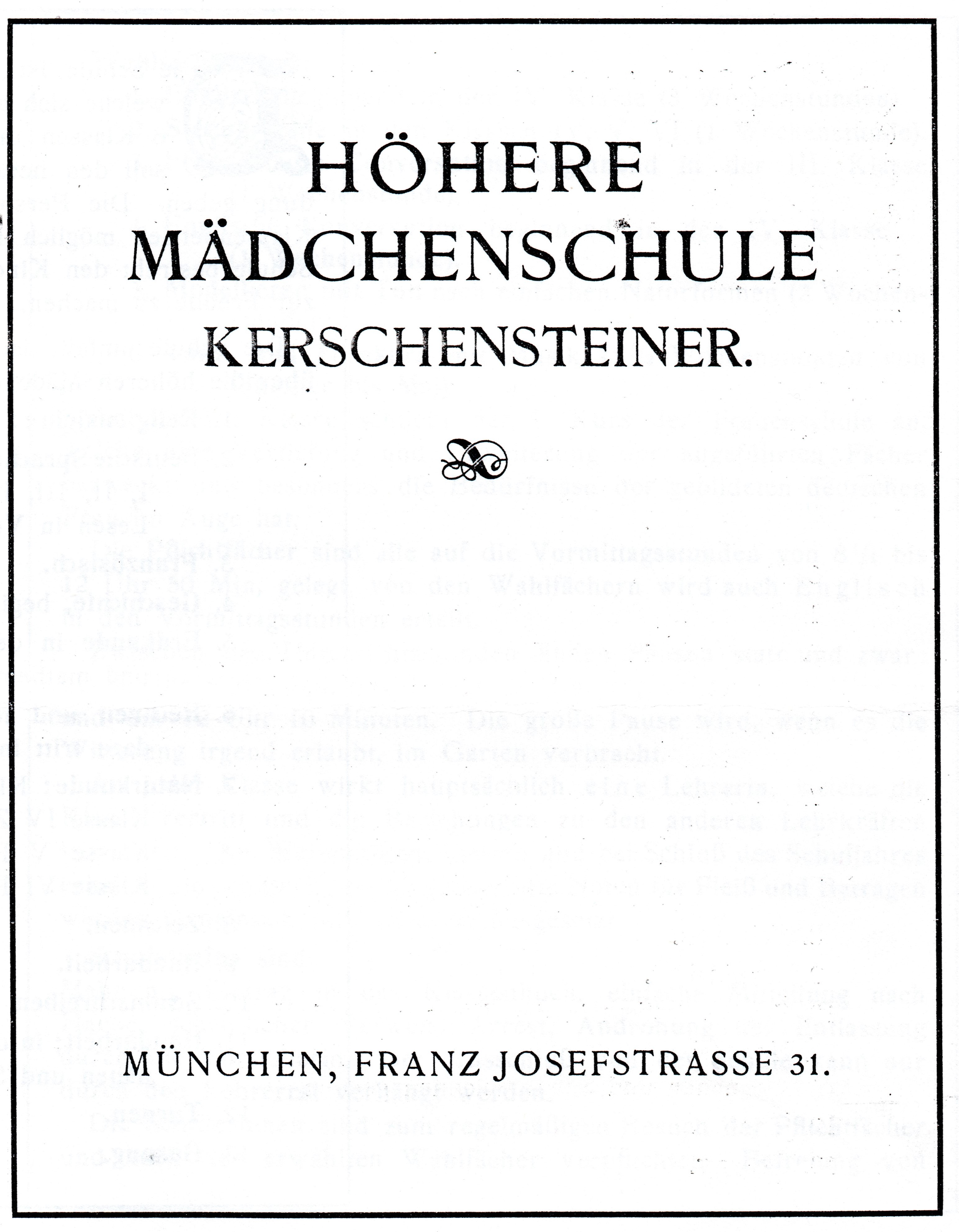
Höhere Mädchenschule Kerschensteiner, archiviert im Ida-Seele-Archiv

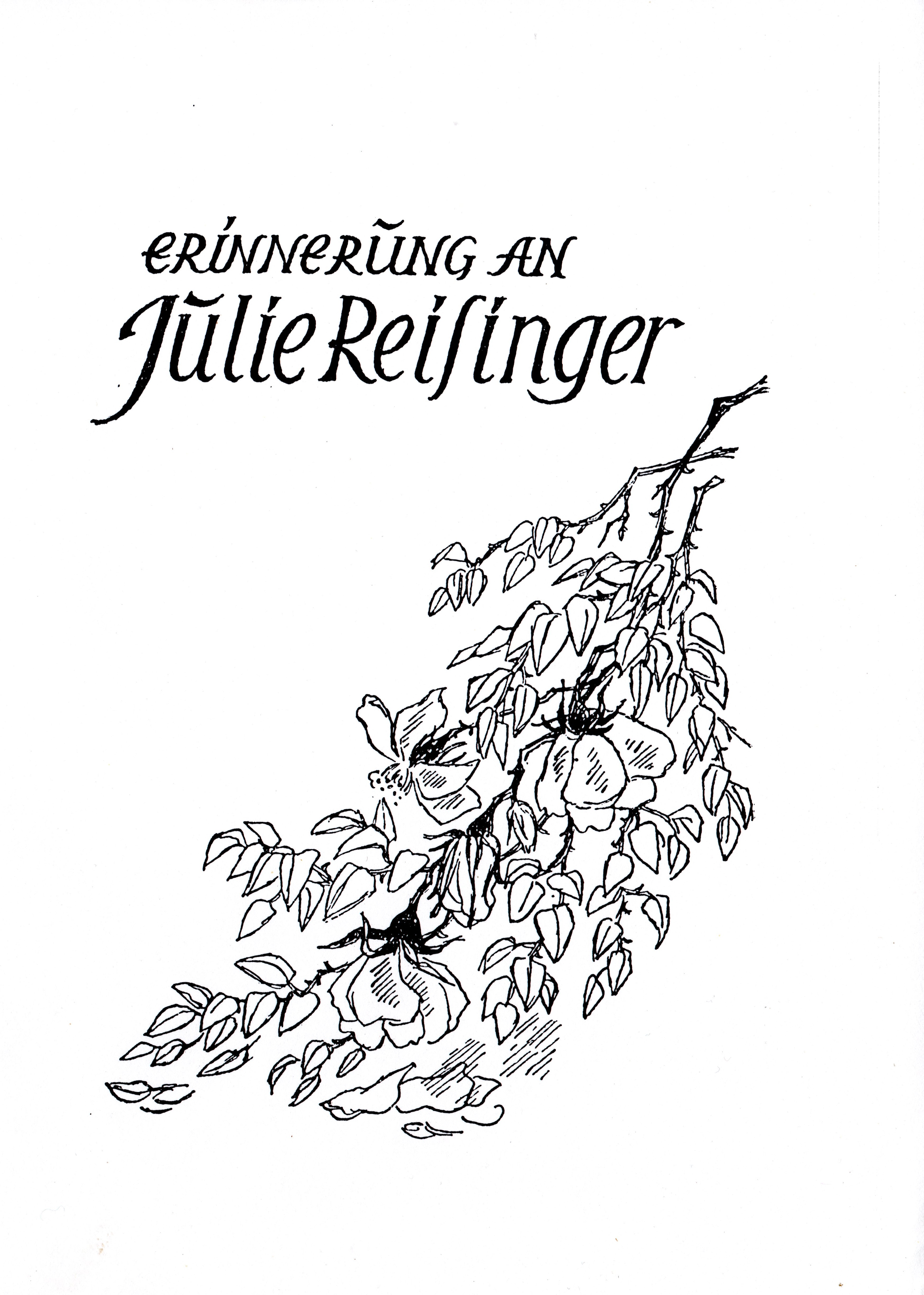
Erinnerung an Julie Reisinger, archiviert im Ida-Seele-Archiv

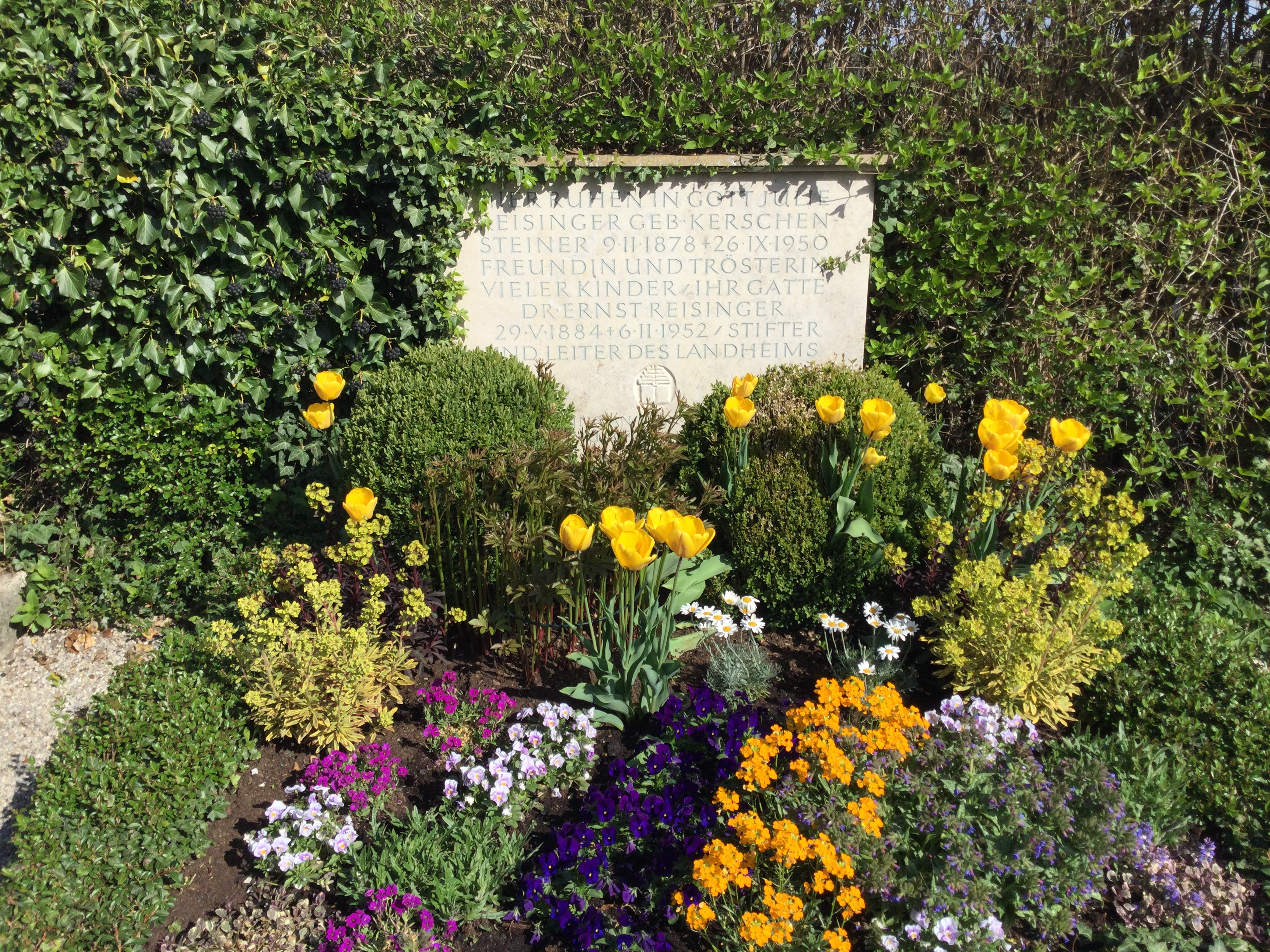
Grabstätte des Ehepaares Resinger, Friedhof Schondorf

## Leben und Wirken
Sie war das dritte von vier Kindern des Obermedizinalrats Joseph (von) Kerschensteiner, der die pathologische Untersuchung des Leichnams von König Ludwig II. durchführte, und seiner Ehefrau Julie, geb. Reisenegger. Ihr Onkel war der bekannte Schulreformer Georg Kerschensteiner. Das Mädchen absolvierte nach der Volksschule die Höhere Mädchenschule. 1895 legte Julie Kerschensteiner das französische und 1897 das englische Examen und anschließend in Lausanne das französische Lehrerinnenexamen ab. Nach München zurückgekehrt absolvierte sie dort 1899 das Lehrerinnenexamen. Zusätzlich war sie Gasthörerin für die Fächer Botanik und Zoologie an der Universität München. Die junge Lehrerin unterrichtete vier Jahre in München an der „Töchterschule von Haydenaber“, wo u. a. Ina Seidel ihre Schülerin war. Julie Kerschensteiner engagierte sich zudem in dem 1894 in München gegründeten Verein für Fraueninteressen, wo sie mehrere Referate hielt, beispielsweise  am 10. Februar 1918 über „Aus der Geschichte der Mädchenerziehung“. Im genannten Verein arbeitete sie insbesondere mit Helene Sumper, Rosa Kempf und Amalie Nacken zusammen.
Mit 27 Jahren eröffnete Julie Kerschensteiner mit Unterstützung von Helene Sumper und Rosa Kempf in Schwabing ein eigenes privates Mädcheninstitut, das ihren Namen trug. Ihre Bildungseinrichtung war seinerzeit einer der angesehensten und war weit über die Grenzen der Stadt hinaus bekannt. Eine der bekanntesten Schülerin des Instituts dürfte neben Therese Giehse die Schriftstellerin Claire Goll gewesen sein, die die Schulvorsteherin äußerst positiv in ihrem autobiographischen Roman Traumtänzerin  beschrieb. 1910 kam Ernst Reisinger als Deutschlehrer an die Mädchenschule. Die beiden verliebten sich ineinander und heirateten am 3. August 1912. Aus der Ehe gingen drei Kinder hervor.
1919 übersiedelte das Ehepaar nach Schondorf am Ammersee. Dort übernahm es bereits drei Jahre später die Verantwortung  für das Landheim Ammersee. Im Jahre 1929 verwandelten Ernst und Julie Reisinger das private Landheim in eine gemeinnützige Stiftung um. Fritz Föhlisch schrieb in Erinnerung an Julie Reisinger:

„Sie wurde der seelische Mittelpunkt einer mehr als 200 Menschen umfassenden Gemeinschaft. Sie war die Mutter für alle, den Erwachsenen Helferin und Beraterin, den Kindern Führerin und Trösterin in allen Lebenslagen. Vielen hat sie entscheidende geistige und seelische Impulse fürs ganze Leben mitgegeben.“

1980 wurde  Ernst-und-Julie-Reisinger-Gedächtnisstiftung ins Leben gerufen. Sie fördert durch Erträge aus ihrem Vermögensstock Projekte im geistes- und naturwissenschaftlichen Bereich sowie internationale Schüler- und Lehreraustauschprojekte. Die Grundschule des Landheims Schondorf wurde am 1. Oktober 2015 auf den Namen „Julie-Kerschensteiner-Schule“ getauft.

## Werke
- Gedanken über das Jungbleiben. In: Mitteilungen des Altlandheimer Bundes Schondorf am Ammersee. Schondorf 1938, S. 12 ff.
- Das Doppelgesicht unserer Zeit. In: Mitteilungen des Altlandheimer Bundes. Schondorf am Ammersee.